# إدريس كسيكس
إدريس كسيكس، كاتب وصحفي مغربي (من مواليد 7 مارس 1968 بمدينة الدار البيضاء). عمل بمجلة تلكيل الفرانكوفونية، ونيشان (بالدارجة المغربية).

## مسيرته
شغل كسيكس منصب رئيس تحرير مجلة تيل كيل الفرنكفونية، إلى أن تركها عام 2006 ليُصبح رئيس تحرير ومدير نشر لمجلة نيشان. كتب مسرحيتين (Ils) و (Le Saint des Incertains) وأصدر رواية بعنوان (Ma boite noire).
في ديسمبر 2006، توبع كسيكس قضائياً رُفقة الصحفية سناء العاجي، وذلك بسبب نشر مجلة نيشان لـنكاتٍ عن الدين والجنس وعدد من السياسيين المغاربة، على رأسهم ملك المغرب، تحت عنوان «كيف يضحك المغاربة من الدين والجنس والسياسة». وحُكم عليه بالحبس ثلاث سنوات مع وقف التنفيذ ودفع غرامة قدرها 8000 دولار. كما مُنع من العمل لمدة شهرين. وفي العام نفسه، تم تقديم شكوى في بلجيكا من قبل مركز سيمون فيزنتال ضد مقالة لكسيكس حول الأديان بعنوان «الصورة (الدقيقة) للأنبياء» والتي اعتُبرت نصاً معادياً للسامية.